# Рампини, Карло
Карло Рампини (итал. Carlo Rampini, 25 октября 1891, Кандия-Ломеллина, Италия — 28 марта 1968, Верчелли, Италия) — итальянский футболист, игравший на позиции нападающего. Известный по выступлениям за клуб «Про Верчелли», а также национальную сборную Италии.

## Клубная карьера
Во взрослом футболе дебютировал в 1908 году выступлениями за команду клуба «Про Верчелли», цвета которого и защищал на протяжении всей своей карьеры, которая длилась семь лет. Отличался чрезвычайно высокой результативностью, забивая в играх чемпионата в среднем более одного гола за матч. За это время пять раз завоевывал титул чемпиона Италии.

## Выступления за сборную
В 1911 году дебютировал в официальных матчах в составе национальной сборной Италии. В течение карьеры в национальной команде, которая длилась всего 3 года, провёл в форме главной команды страны 8 матчей и забил 3 гола. В составе сборной был участником футбольного турнира на Олимпийских играх 1912 года в Стокгольме.

## Титулы и достижения
- Чемпион Италии (5): «Про Верчелли»: 1908, 1909, 1910/1911, 1911/1912, 1912/1913